# = (álbum)
= (pronunciado como «equals», pronunciado /ˈiːkwəlz/) es el cuarto álbum de estudio del músico y cantautor británico Ed Sheeran, lanzado el 29 de octubre de 2021 por Asylum y Atlantic Records. El álbum fue apoyado por los sencillos «Bad Habits», «Shivers» y «Overpass Graffiti», además de «Visiting Hours», lanzado como el único sencillo promocional. Recibió críticas mixtas de críticos musicales. El álbum alcanzó el número uno en Australia, Bélgica, Canadá, Dinamarca, Francia, Alemania, Irlanda, Italia, Lituania, Holanda, Nueva Zelanda, Escocia, Suecia, Reino Unido y Estados Unidos.

## Antecedentes
El 18 de agosto de 2021, Sheeran dijo que habría un «gran anuncio» al día siguiente. El 19 de agosto, anunció el álbum y su fecha de lanzamiento en sus redes sociales. Él describió el álbum como su disco de «coming-of-age». Sheeran describió el álbum como uno «muy personal y que significa mucho para mí», citando cambios en su vida como el matrimonio, el nacimiento de su hija y pérdidas.
En una entrevista con Capital FM el 27 de junio de 2021, Sheeran también declaró que le gustaría ver las canciones que hizo para la película Yesterday aparecieran en una versión reempaquetada del álbum antes de salir de gira para promocionar el disco.

## Sencillos
«Bad Habits» fue lanzado el 25 de junio de 2021 como el sencillo principal del álbum. «Bad Habits» alcanzó el número 1 en la lista de sencillos del Reino Unido y el número 2 en el Billboard Hot 100.
«Shivers» fue lanzado el 10 de septiembre de 2021 como el segundo sencillo del álbum. «Shivers» alcanzó el número 1 en la lista de singles del Reino Unido y el número 6 en el Billboard Hot 100.
«Overpass Graffiti» fue lanzado junto con el álbum el 29 de octubre de 2021 como el tercer sencillo, y alcanzó el puesto 41 en el Billboard Hot 100. Sheeran interpretó la canción para la serie Tiny Desk Concert de NPR el 26 de octubre.

### Sencillos promocionales
«Visiting Hours» fue lanzado el 19 de agosto de 2021 como el único sencillo promocional.

## Recepción de la crítica
= recibió críticas mixtas de los críticos musicales. En Metacritic, el álbum tiene un puntaje promedio ponderado de 59 sobre 100 basado en 12 reseñas, lo que indica «reseñas mixtas o promedio».

## Lista de canciones
| Lista de canciones de = |                           |                                                                                      |                                           |          |  |
| N.º                     | Título                    | Escritor(es)                                                                         | Productor(es)                             | Duración |  |
| 1.                      | «Tides»                   | Ed Sheeran Johnny McDaid Foy Vance                                                   | Sheeran Vance Joe Rubel McDaid            | 3:15     |  |
| 2.                      | «Shivers»                 | Sheeran McDaid Kal Lavelle Steve Mac                                                 | Sheeran Fred Steve Mac                    | 3:27     |  |
| 3.                      | «First Times»             | Sheeran                                                                              | Sheeran                                   | 3:05     |  |
| 4.                      | «Bad Habits»              | Sheeran McDaid Fred                                                                  | Sheeran                                   | 3:51     |  |
| 5.                      | «Overpass Graffiti»       | Sheeran McDaid Fred                                                                  | Sheeran McDaid Fred                       | 3:56     |  |
| 6.                      | «The Joker and the queen» | Sheeran McDaid Fred Sam Roman                                                        | Sheeran McDaid Fred Romans                | 3:05     |  |
| 7.                      | «Leave Your Life»         | Sheeran                                                                              | Sheeran Elvira Anderfjärd                 | 3:43     |  |
| 8.                      | «Collide»                 | Sheeran McDaid Fred Ben Kweller                                                      | Sheeran McDaid Fred Benji Gibson [ tl 1 ] | 3:30     |  |
| 9.                      | «2step»                   | Sheeran Hodges Louis Bell Andrew Watt                                                | Bell Watt                                 | 2:33     |  |
| 10.                     | «Stop the Rain»           | Sheeran                                                                              | Sheeran Rubel Fred                        | 3:23     |  |
| 11.                     | «Love in Slow Motion»     | Sheeran McDaid Natalie Hemby                                                         | Sheeran McDaid Fred Rubel [ tl 1 ]        | 3:10     |  |
| 12.                     | «Visiting Hours»          | Sheeran McDaid Amy Wadge Anthony Clemons Kim Lang Smith Michael Pollack Scott Carter | Sheeran McDaid Parisi [ tl 1 ]            | 3:35     |  |
| 13.                     | «Sandman»                 | Sheeran McDaid                                                                       | Sheeran McDaid                            | 4:19     |  |
| 14.                     | «Be Right Now»            | Sheeran McDaid Fred                                                                  | Sheeran McDaid Fred Parisi [ tl 1 ]       | 3:31     |  |
| 48:23                   |                           |                                                                                      |                                           |          |  |

| Christmas Edition |                                    |                  |               |          |  |
| N.º               | Título                             | Escritor(es)     | Productor(es) | Duración |  |
| 1.                | «Merry Christmas» (con Elton John) | Sheeran John Mac | Mac           | 3:28     |  |
| 51:59             |                                    |                  |               |          |  |

| Bonus tracks de la edición japonesa |             |                     |                       |          |  |
| N.º                                 | Título      | Escritor(es)        | Productor(es)         | Duración |  |
| 15.                                 | «Afterglow» | Sheeran Hodges Fred | Sheeran Hodges Parisi | 3:05     |  |
| 51:28                               |             |                     |                       |          |  |

| Bonus tracks de la edición limitada Digital Fan Deluxe |                                             |                                                   |          |  |
| N.º                                                    | Título                                      | Escritor(es)                                      | Duración |  |
| 15.                                                    | «Overpass Graffiti» (versión NPR Tiny Desk) | Sheeran McDaid Fred                               | 4:01     |  |
| 16.                                                    | «Shivers» (versión NPR Tiny Desk)           | Sheeran McDaid Lavelle Mac                        | 3:51     |  |
| 17.                                                    | «Visting Hours» (versión NPR Tiny Desk)     | Sheeran McDaid Wadge Clemons Smith Pollack Carter | 3:49     |  |
| 60:04                                                  |                                             |                                                   |          |  |

| Lista de canciones de = (Tour Edtion) |                                              |                                                                            |                                              |          |  |
| N.º                                   | Título                                       | Escritor(es)                                                               | Productor(es)                                | Duración |  |
| 15.                                   | «Afterglow»                                  | Ed Sheeran David Hodges Fred Gibson                                        | Sheeran Fred PARISI                          | 3:06     |  |
| 16.                                   | «One Life»                                   | Sheeran McDaid Mac                                                         | Sheeran Steve Mac                            | 3:52     |  |
| 17.                                   | «Penguins»                                   | Sheeran McDaid                                                             | Sheeran McDaid                               | 4:09     |  |
| 18.                                   | «I Will Remember You»                        | Sheeran                                                                    | Sheeran Joe Rubel                            | 3:35     |  |
| 19.                                   | «Welcome To The World»                       | Sheeran                                                                    | Rubel                                        | 2:57     |  |
| 20.                                   | «The Joker And The Queen (con Taylor Swift)» | Sheeran Taylor Swift Sam Roman Fred Gibson McDaid                          | Sheeran Fred McDaid ROMANS                   | 3:06     |  |
| 21.                                   | «2step (con Lil Baby)»                       | Sheeran Lil Baby Andrew Wotman David Hodges Louis Bell                     | Andrew Watt Louis Bell                       | 2:44     |  |
| 22.                                   | «Bad Habits (con Bring Me the Horizon)»      | Sheeran McDaid Fred Gibson                                                 | Sheeran McDaid Fred Jordan Fish Oliver Sykes | 4:11     |  |
| 23.                                   | «Peru (dueto con Fireboy DML)»               | Fireboy DML Sheeran AoD Ivory Scott Kolten                                 | Kolten "Sippiboy" Perine Shizzi              | 3:08     |  |
| 24.                                   | «2step (con Quevedo)»                        | Sheeran Pedro Luis Domínguez Quevedo Andrew Wotman David Hodges Louis Bell | Watt Bell                                    | 2:34     |  |
| 85:13                                 |                                              |                                                                            |                                              |          |  |

## Posicionamiento en listas
| Listas (2021)                       | Mejor posición |
| ----------------------------------- | -------------- |
| Australia (ARIA)                    | 1              |
| Austria (Ö3 Austria)                | 1              |
| Bélgica (Ultratop flamenca)         | 2              |
| Bélgica (Ultratop valona)           | 1              |
| Canadá (Billboard Canadian Albums)  | 1              |
| República Checa (ČNS IFPI)          | 1              |
| Dinamarca (Hitlisten)               | 1              |
| Estados Unidos (Billboard 200)      | 1              |
| Países Bajos (Album Top 100)        | 1              |
| Finlandia (Suomen Virallinen Lista) | 2              |
| Francia (SNEP)                      | 1              |
| Alemania (Offizielle Top 100)       | 1              |
| Irlanda (OCC)                       | 1              |
| Italia (FIMI)                       | 1              |
| Japón (Oricon)                      | 9              |
| Japón (Billboard Japan)             | 4              |
| Lituania (AGATA)                    | 1              |
| Nueva Zelanda (RMNZ)                | 1              |
| Noruega (VG-lista)                  | 1              |
| Escocia (Scottish Albums Chart)     | 1              |
| España (PROMUSICAE)                 | 1              |
| Suecia (Sverigetopplistan)          | 1              |
| Suiza (Schweizer Hitparade)         | 1              |
| Reino Unido (UK Albums Chart)       | 1              |